# 송기호

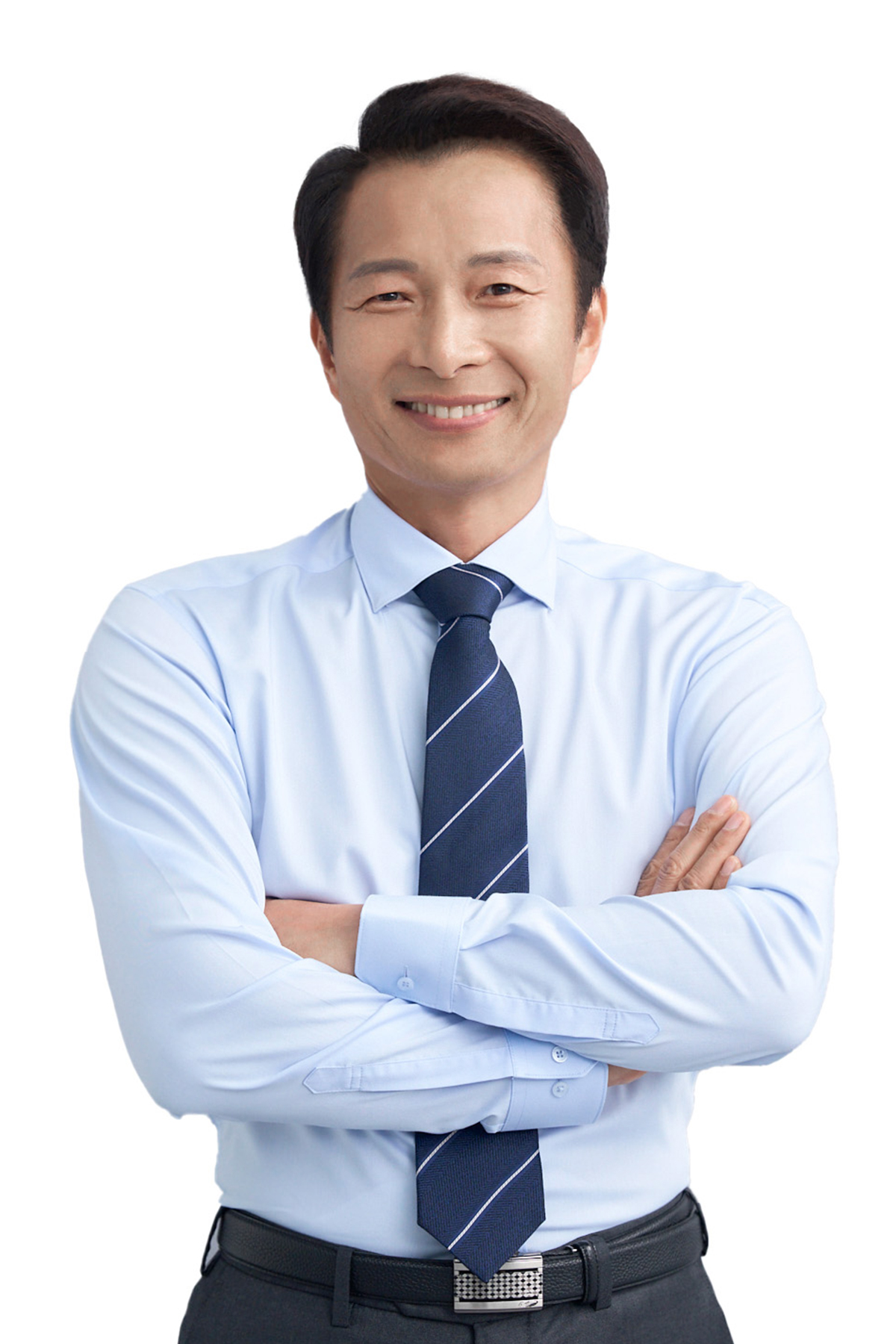
송기호

송기호(宋基昊, 1963년 9월 13일~)는 대한민국의 변호사이다. 본관은 여산(礪山)이며, 전라남도 고흥군 출신이다.
광주제일고등학교와 서울대학교 무역학과를 졸업했다. 대학시절부터 농촌법학회에서 농촌활동을 했고, 졸업 후에 해남으로 내려가 농사를 지으며 해남 YMCA와 전남 전농 정책실장 등을 맡아서 농민운동에 전념했다. 제40회 사법시험에 합격하였다. 이후 농업문제와 국제통상분야 전문 변호사로 활동하며, 환경농업단체연합회 자문변호사, 서울 한살림 감사, 농정연구센터 이사, 지역재단 이사, 통일농수산사업단 감사, 조선대학교 법과대학 겸임교수, 법무법인 세화, 수륜아시아 법률사무소 대표변호사 등으로 활동해오고 있다.

미국과의 쇠고기협상에서 정부가 결정적인 영어 규정을 틀리게 해석한 것을 짚어내어 협상의 문제점을 이슈화시켰고, 한미 FTA의 문제점을 지적하며 비판적인 여론을 주도했다.
국제통상 분야에서 인정받는 전문가로서 민변 국제통상위원회의 창립 위원장을 역임하였고 서울지방변호사회는 한-유럽연합(EU) 자유무역협정(FTA)문의 번역 오류를 지적하는 등 공익 활동을 열심히 한 송기호 변호사의 공로를 인정해 표창장을 주었다. 
2017년 10월 13일 더불어민주당 송파구(을) 지역위원장으로 선출되었다. 
2024년 4월 10일 제22대 국회의원 선거 송파구(을) 더불어민주당 후보로 출마, 낙선하였다.

## 학력
- 광주제일고등학교 졸업
- 1981 서울대학교 사회과학대학 무역학 학사

## 경력
- 1989 영암군 농민회 경제사업부장
- 1993~1995 국민은행 국제영업부 행원
- 1998 제40회 사법시험 합격
- 2004~2016 법률사무소 수륜아시아 대표변호사
- 2005~2006 통일부 개성공단 법률자문회의 자문위원
- 2005~2007 서울지방변호사회 소비자대책위원회 간사변호사
- 2006~2008 식품의약품안전청 식품법 담당 자문변호사
- 2010 동물보호단체 카라 초대 감사
- 2010~2018 국가인권위원회 전문상담위원
- 2010. 3. 조선대학교 법과대학 법학과 겸임교수
- 2013 재단법인 아이쿱 협동조합연구소 연구위원
- 2013. 3.~2018. 2. 민주사회를 위한 변호사모임 국제통상위원회 위원장
- 2014. 12.~2017. 11. 서울특별시 송파구 석촌동 마을변호사
- 2015~2018 서울특별시 제1인사위원회 위원
- 2016~2017 사단법인 위례 이사
- 2017~2023. 3. 함께하는 웃는 마을공동체 즐거운家 이사
- 2017. 8.~2019. 8. 서울특별시청 법률고문
- 2017. 5. 제19대 대통령 선거 더불어민주당 문재인 대통령 후보 중앙선거대책위원회 포용국가위원회 위원
- 2017. 10.~2018. 2. 더불어민주당 서울특별시당 송파구 을 지역위원회 위원장
- 2018. 4.~2018. 5. 2018년 재보궐선거 서울 송파구 을 더불어민주당 국회의원 예비후보
- 2018~2022 가습기살균제사건과 4.16세월호참사 특별조사위원회 자문위원
- 2018~2020 더불어민주당 통상대책특별위원회 수석부위원장
- 2018~2020 민주연구원 이사
- 2018. 11.~2020. 8. 더불어민주당 전국농어민위원회 부위원장
- 2019. 1.~2025. 6. 대한민국 공군 정책발전자문위원회 위원
- 2019. 3.~2021. 3. 서울해누리초등학교 학교폭력대책자치위원
- 2019. 5.~2022 대통령직속 정책기획위원회 자문위원
- 2019. 7.~2022 대통령직속 농어업농어촌특별위원회 농어업분과위원회 위원
- 2019. 8.~2025. 6. 더불어민주당 포용국가비전위원회 위원
- 2019. 8.~2020 중소벤처기업부 일본수출규제 정책자문단 위원
- 2019. 9.~2025. 6. 일본군성노예제 문제해결을 위한 정의기억연대 법률자문위원
- 2019~2025. 6. 대한변호사협회 일제피해자인권특별위원회 위원
- 2019~2025. 6. 서울특별시 송파구 사회적경제네트워크 자문위원
- 2020. 3.~2024. 2. 강동송파교육지원청 학교폭력대책심의위원회 위원
- 2021. 1.~2022. 10. 송파구마을자치센터 자문위원
- 2021. 4.~2023. 4. 송파구 마이스산업 지원위원회 위원
- 2021. 4.~2023. 5. 한반도평화포럼 이사
- 2022. 1.~2024. 1. 산업통상자원부 통상교섭 민간자문위원회 위원
- 2022. 3.~2025. 6. 서울특별시 공익변호사
- 2022. 7.~2023. 12. 더불어민주당 서울특별시당 송파구 을 지역위원회 위원장
- 2022. 12.~2025. 6. 대한변호사협회 10·29 이태원 참사 대책특별위원회 위원
- 2023. 1.~2025. 6. 서울특별시 주거안심종합센터 송파주거상담소 운영위원장
- 2023. 2.~2025. 6. 더불어민주당 검찰독재정치탄압대책위원회 운영위원
- 2023. 4.~2025. 6. 서울지방변호사회 인권위원회 위원
- 2023. 7.~2025. 6. 더불어민주당 후쿠시마 원전 오염수 해양투기 저지 총괄대책위원회 정책기획본부장
- 2024. 3.~2025. 6. 더불어민주당 전략기획위원회 부위원장
- 2024. 5.~2025. 6. 더불어민주당 서울특별시당 송파구 을 지역위원회 위원장
- 2024. 10.~2025. 6. 더불어민주당 서울특별시당 법률위원장
- 2025. 6.~2025. 7. 대통령비서실 국정상황실장
- 2025. 7.~ 국가안보실 경제안보비서관

## 역대 선거 결과
| 실시년도 | 선거   | 대수 | 직책     | 선거구         | 정당         | 득표수   | 득표율          | 순위 | 당락 | 비고 |
| -------- | ------ | ---- | -------- | -------------- | ------------ | -------- | --------------- | ---- | ---- | ---- |
| 2024년   | 총선   | 22대 | 국회의원 | 서울 송파구 을 | 더불어민주당 | 57,990표 | \| \| 42.79% \| | 2위  | 낙선 |      |
|          | 42.79% |      |          |                |              |          |                 |      |      |      |